# Francesco Vitelleschi Nobili

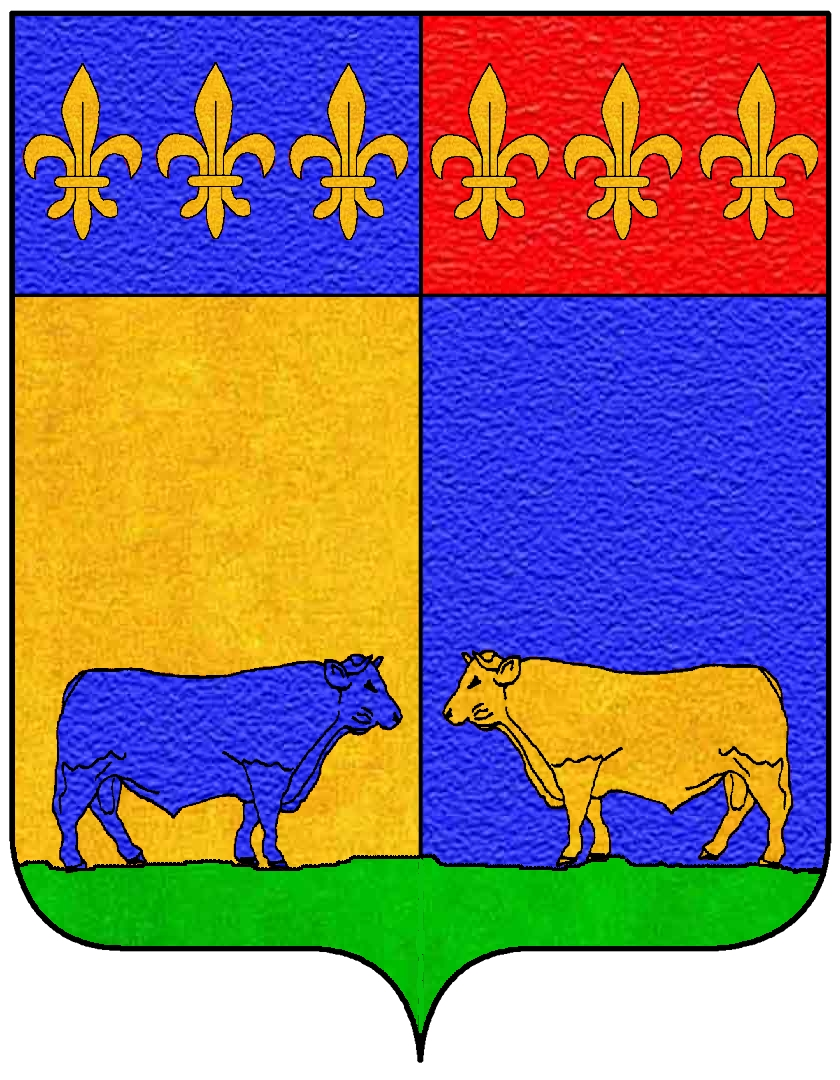
Stemma Vitelleschi

Francesco Vitelleschi Nobili (Roma, 22 giugno 1829 – Roma, 4 aprile 1906) è stato un politico italiano.

## Biografia
Francesco era figlio unico del marchese Pietro Vitelleschi Nobili.
Fu senatore dalla XI legislatura.
Fece parte della commissione archeologica municipale a Roma, prendendo parte al serrato dibattito sulle demolizioni sul Campidoglio che poi portarono alla costruzione del Vittoriano.
Pubblicò sulla Nazione di Firenze, con lo pseudonimo di Pomponio Leto, dei resoconti sul concilio Vaticano.

## Opere
- Francesco Nobili-Vitelleschi, Morale induttiva; ozi di Pomponio Leto, Roma, Forzani e C., 1882-91.
- Francesco Nobili-Vitelleschi, La Roma che se ne va, Torino, Roux Frassati e co, 1899.
- Francesco Nobili-Vitelleschi, Storia civile e politica del Papato: da Carlomagno al Rinascimento, Roma-Torino, Nazionale, 1906.